# Fiat Fiorino
Fiat Fiorino – samochód osobowo-dostawczy klasy aut miejskich produkowany pod włoską marką FIAT od 1977 roku na rynek brazylijski, a w latach 2007–2024 na rynek europejski.

## Pierwsza generacja

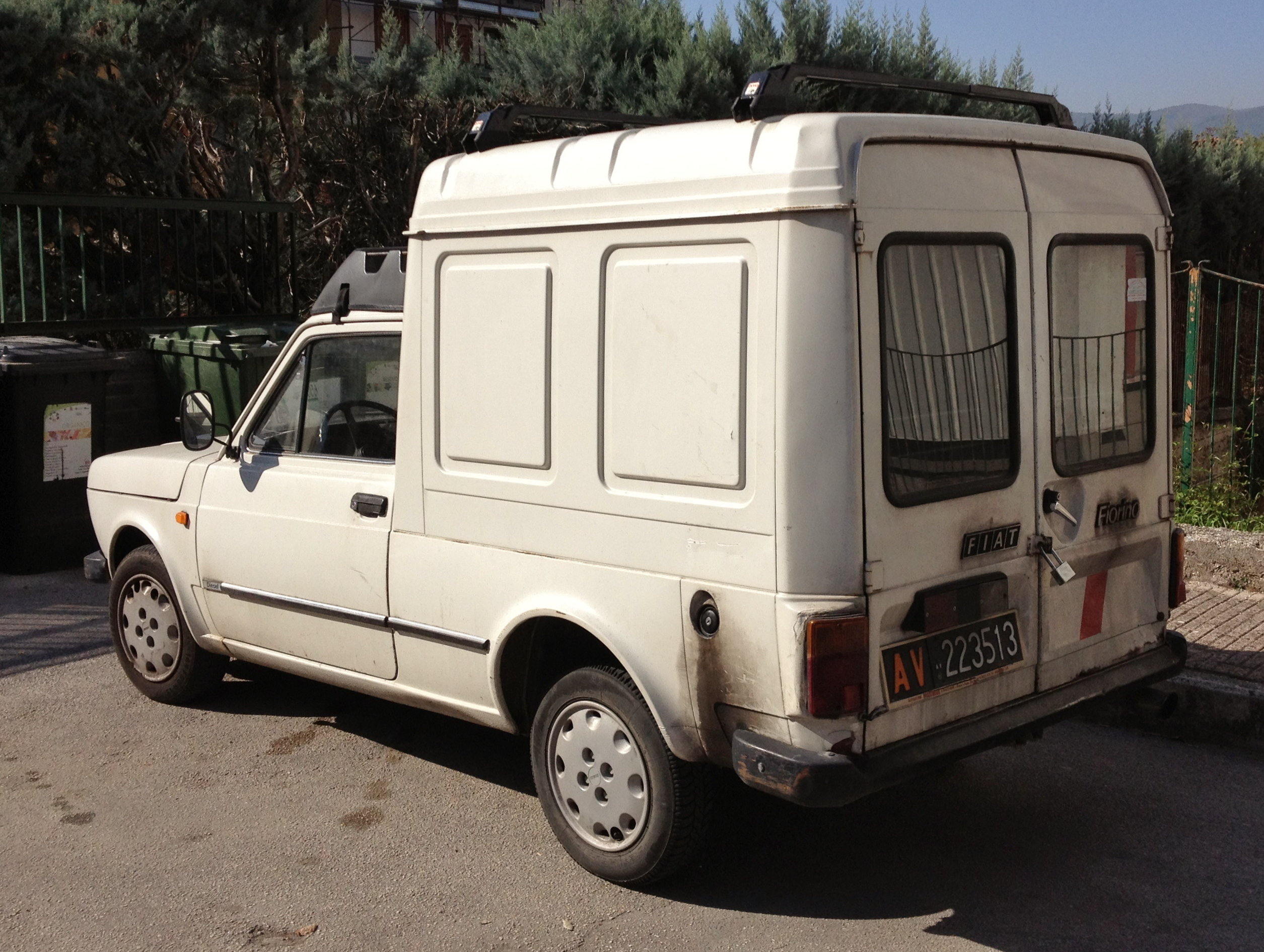
Fiat Fiorino I - tył

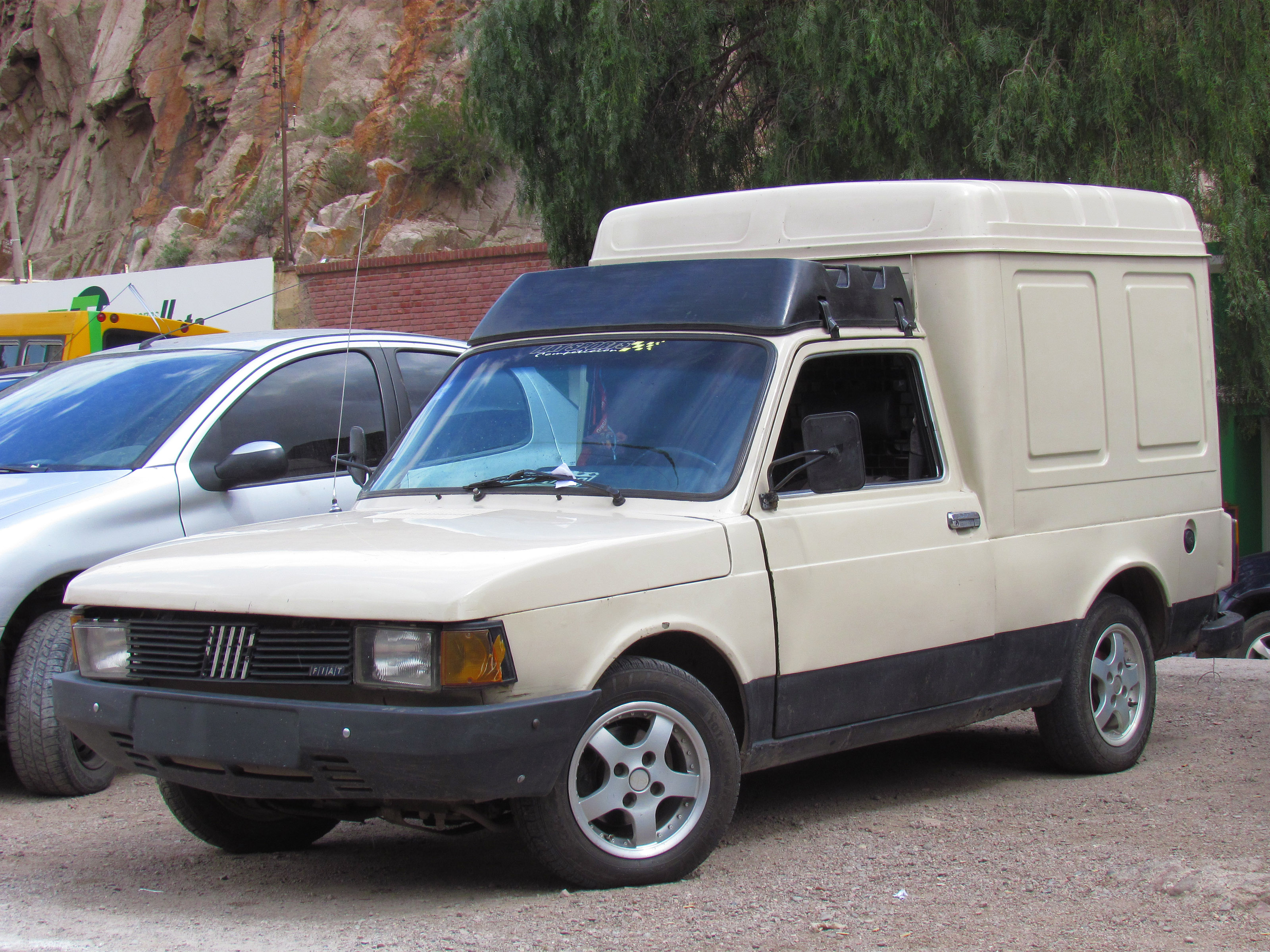
Fiat Fiorino I po liftingu

Fiat Fiorino I został po raz pierwszy oficjalnie zaprezentowany w 1977 roku.
Samochód został zbudowany na bazie drugiej generacji modelu 127. W 1980 roku auto przeszło face lifting. Zmodernizowany został m.in. pas przedni pojazdu.
Pojazd produkowany był także w Brazylii przed oddział Fiat Automóveis w latach 1977 – 1988. Auto bazowało na bazie modelu 147 z lat 1976-86 oraz na modelu 127 z lat 1971-95. Inne nazwy to Fiat 147 Pick-Up City, Emelba 127 Poker oraz SEAT Fiorino.

### Silniki
- Benzynowe:
  - R4 0.9 8V (903 cm3) 45 KM 33 kW 64 Nm
  - R4 1.05 8V (1049 cm3) 50 KM 37 kW 77 Nm
- Wysokoprężne:
  - R4 1.3 8V (1301 cm3) 45 KM 33 kW 103 Nm

## Druga generacja

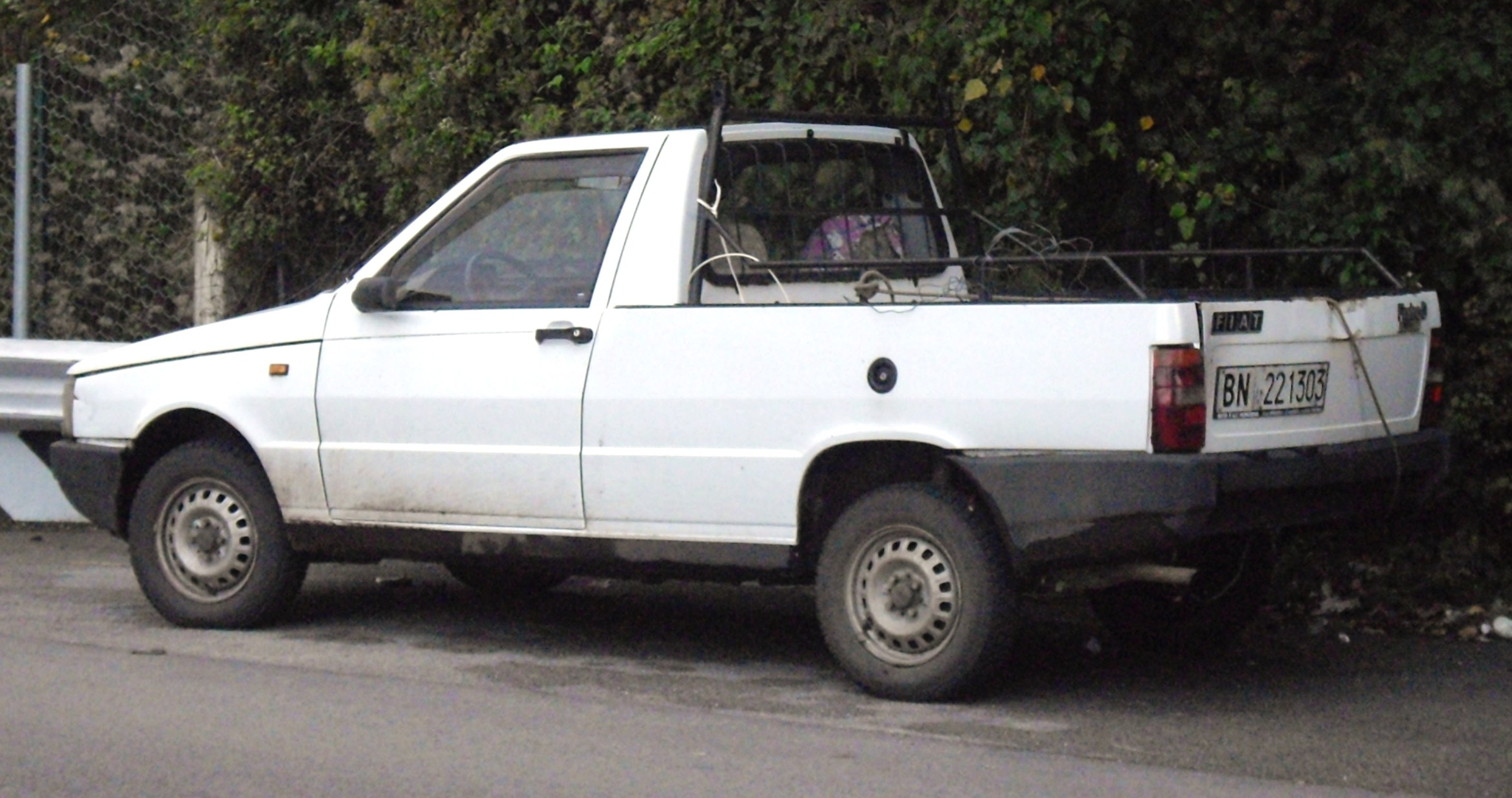
Fiat Fiorino II - tył

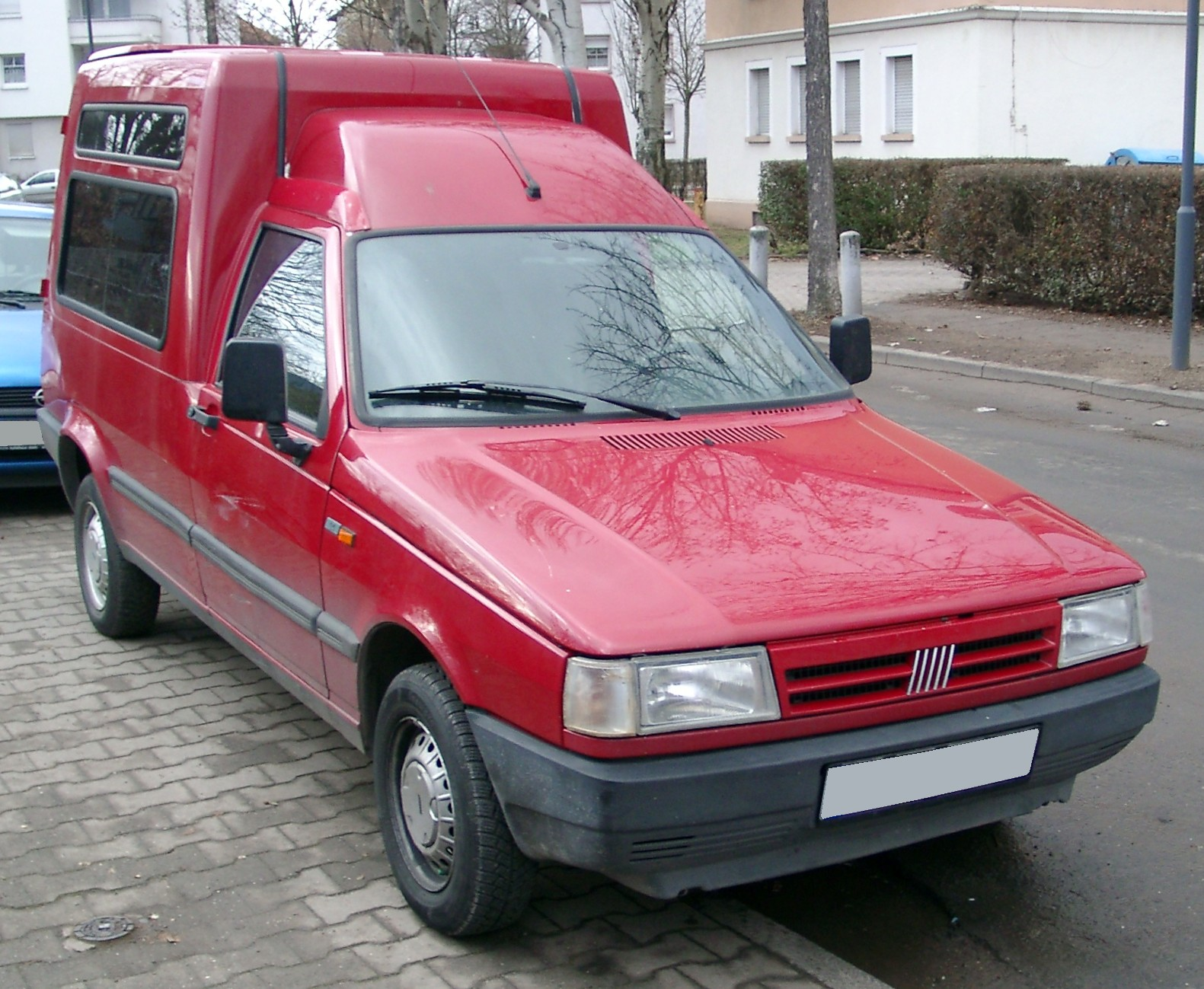
Fiat Fiorino II po liftingu

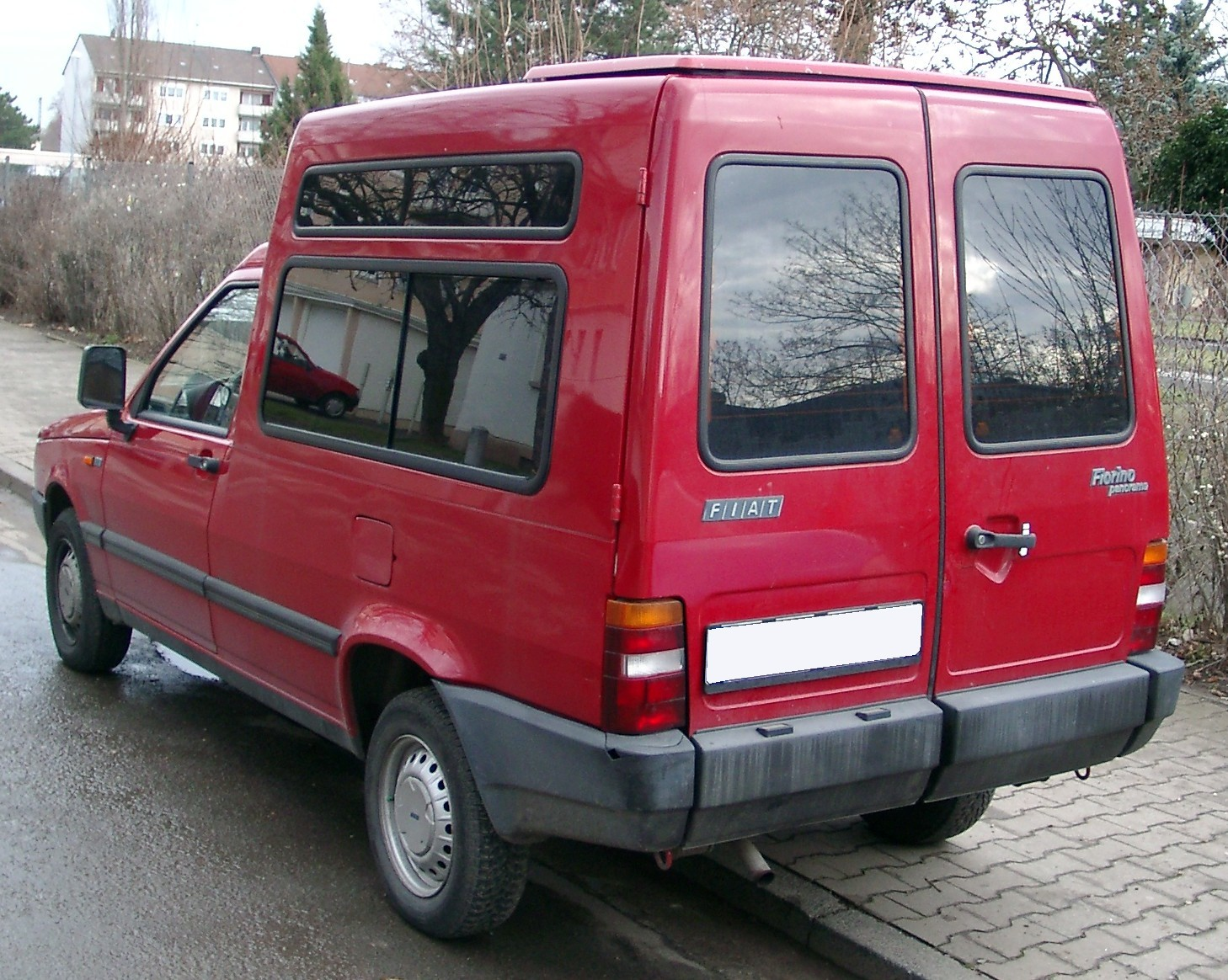
Fiat Fiorino II - tył po liftingu

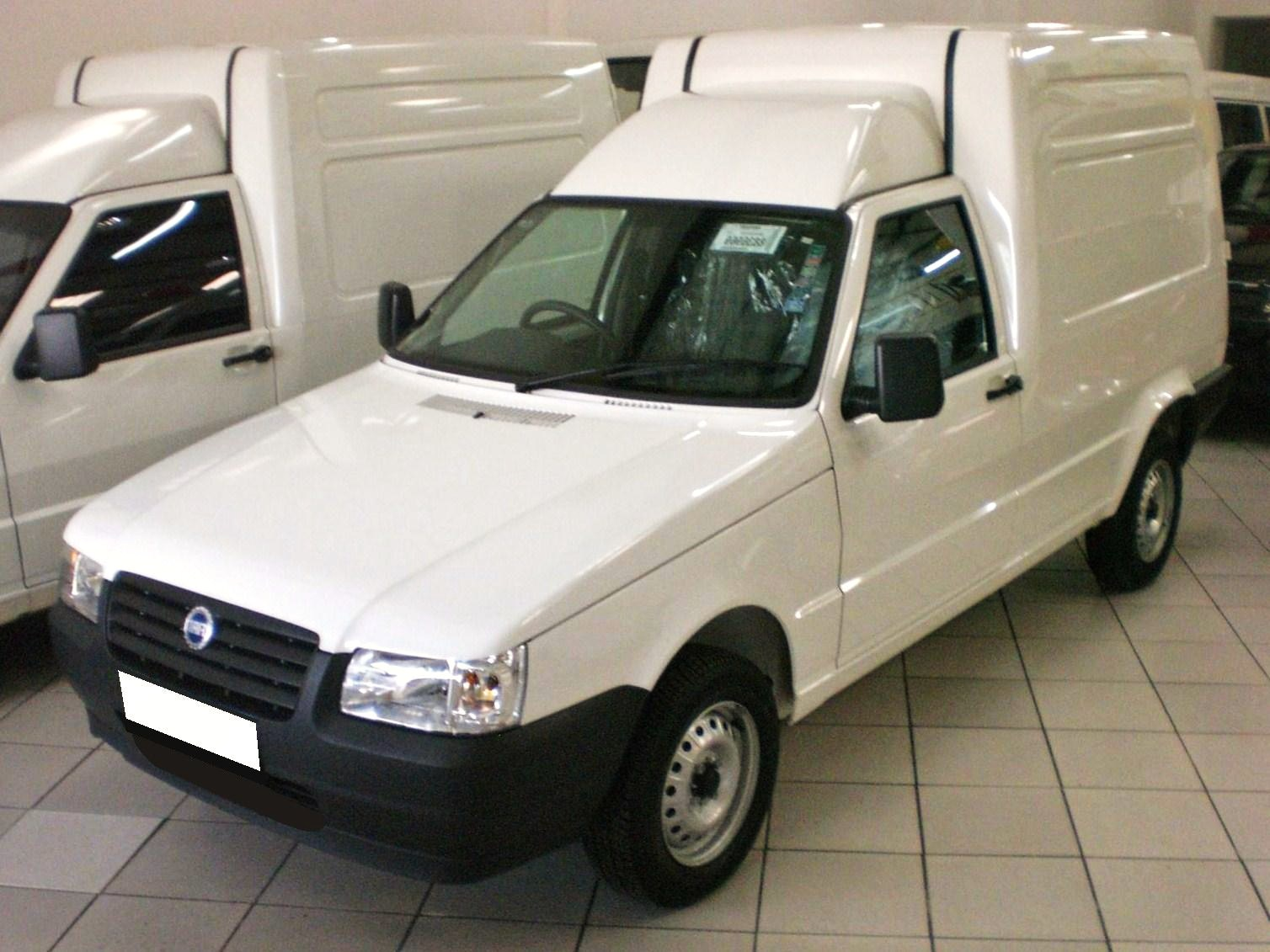
Fiat Fiorino II po drugim liftingu

Fiat Fiorino II został po raz pierwszy oficjalnie zaprezentowany w 1988 roku.
Samochód został oparty na bazie modelu Uno. Auto wyposażone zostało w dwie benzynowe jednostki napędowe o pojemności 1.1 l (60 KM) i 1.4 l, a także jeden silnik wysokoprężny o pojemności 1.7 l. Pojazd posiadał najwyższą oraz największą przestrzeń ładunkową w swojej klasie. 
Pojazd wytwarzano zarówno w wersji furgon, a także pickup. Ta druga odmiana produkowana była do 1999 roku, po czym została na rynku Ameryki Południowej w 1998 roku zastąpiona zupełnie nowym modelem Strada. 
Fiorino II w europejskiej wersji przeszedł moderniazację w 1997 roku, w ramach której zmieniono wygląd pasa przedniego (reflektory i zderzaki), a także wkłady tylnych lamp. Sprzedaż modelu trwała w Europie do grudnia 2000 roku, po czym samochód został wycofany bez bezpośredniego następcy ze sprzedaży. Ten ostatecznie zadebiutował na Starym Kontynencie dopiero 7 lat później, w 2007 roku.

### Kontynuacja produkcji
Po zakończeniu sprzedaży w Europie w 2000 roku, produkcja i sprzedaż Fiorino II była kontynuowana w Ameryce Południowej kolejną dekadę. Samochód był wytwarzany w niezmienionej formie do 2008 roku, kiedy to przeszedł kolejną modernizację - w jej ramach pojawił się przód zapożyczony ze zmodernizowanego modelu Mille i odświeżone wkłady tylnych lamp. Ostatecznie, produkcja zakończyła się w 2013 roku, kiedy to zadebiutował następca opracowany specjalnie z myślą o lokalnym rynku i niemający nic wspólnego z europejskim Fiorino III.

## Trzecia generacja

### Wersja europejska

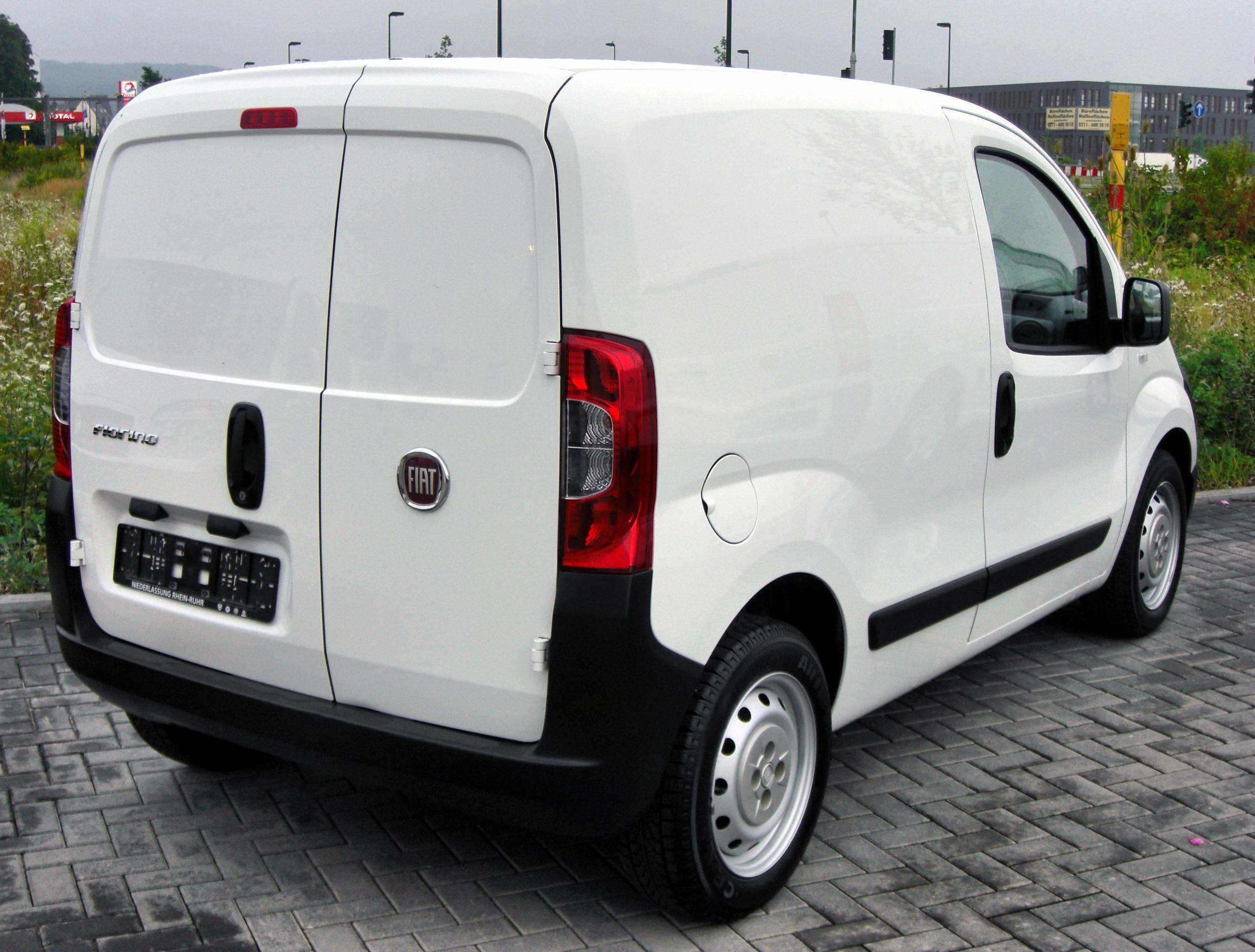
Fiat Fiorino III - tył

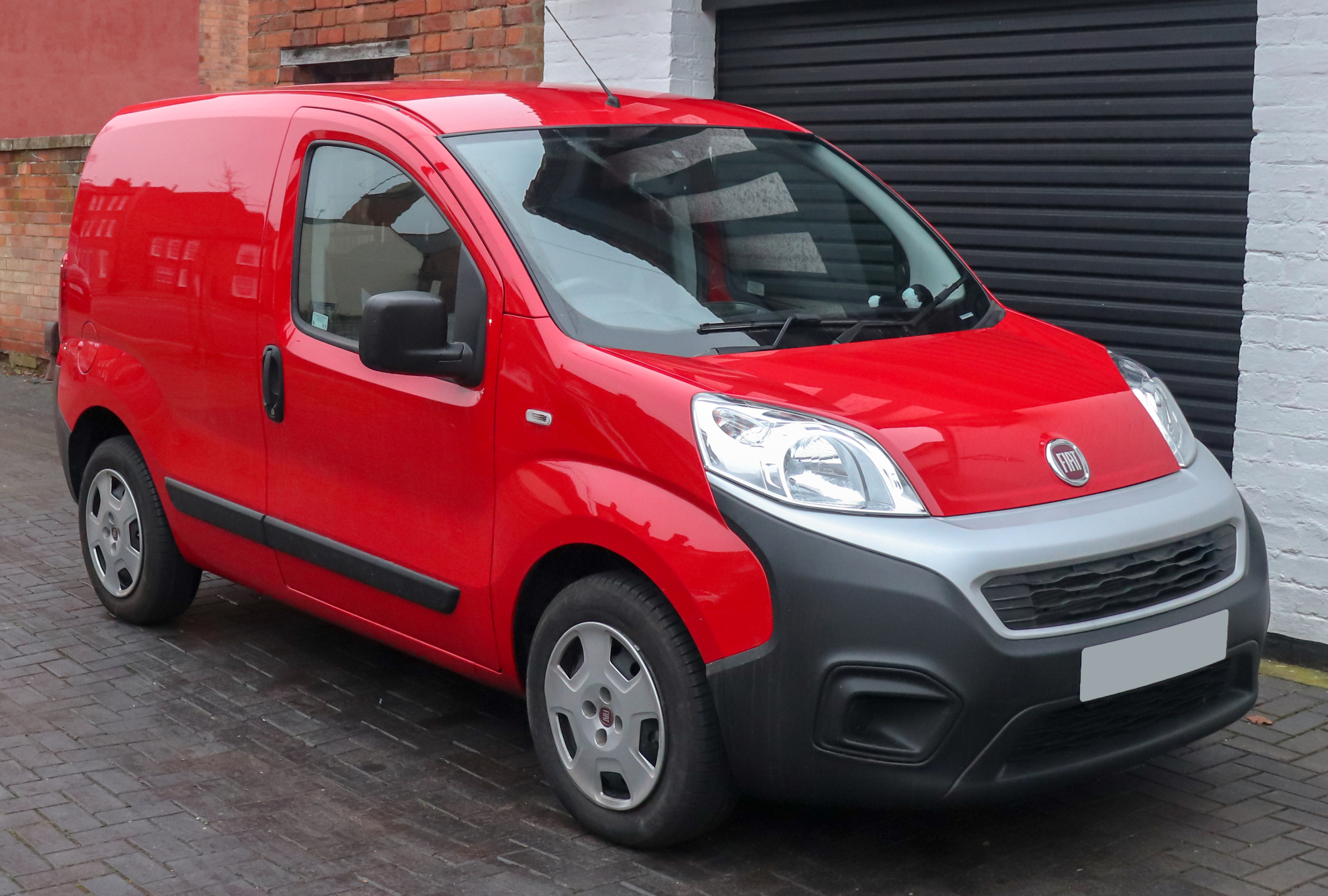
Fiat Fiorino III po liftingu

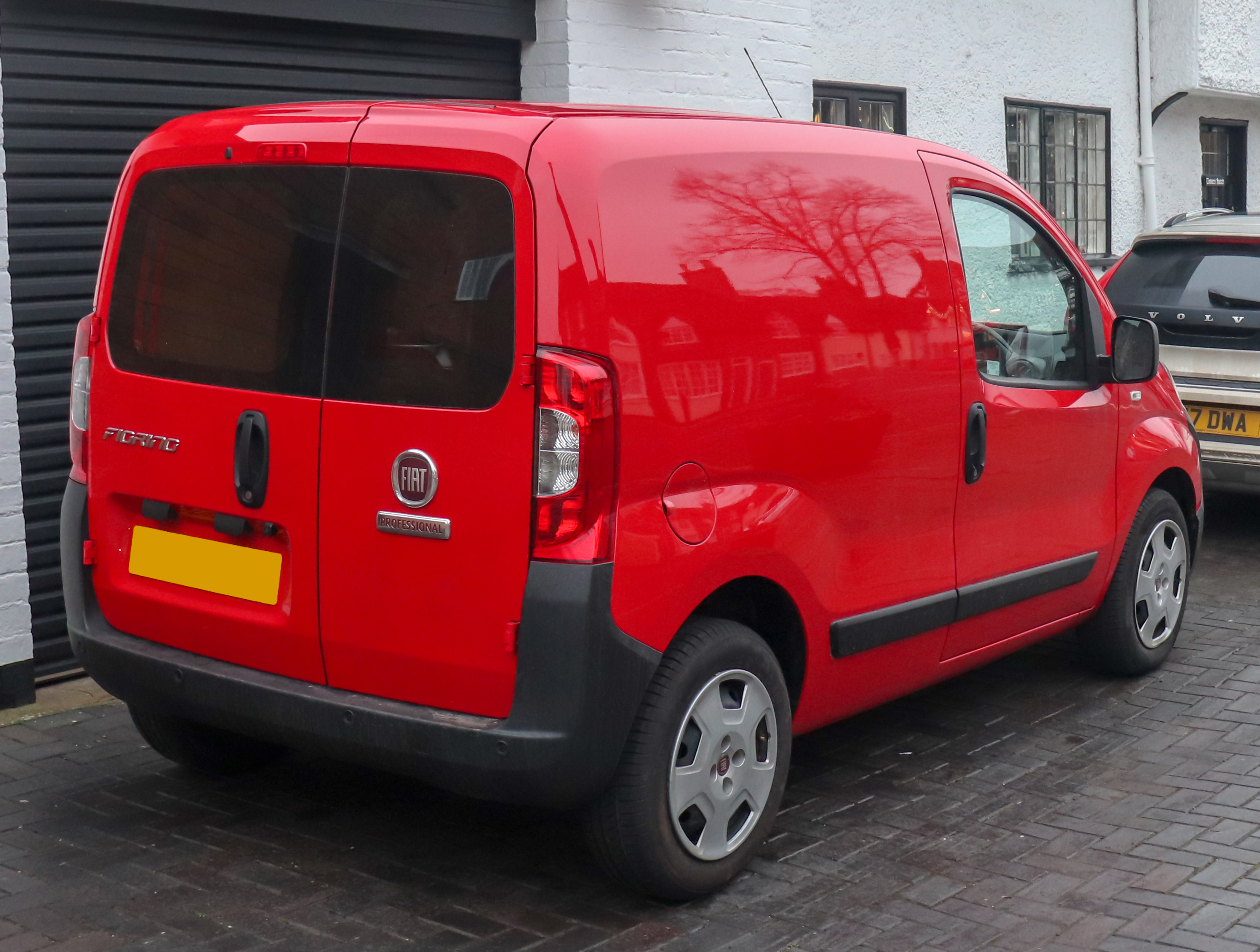
Fiat Fiorino III - tył po liftingu

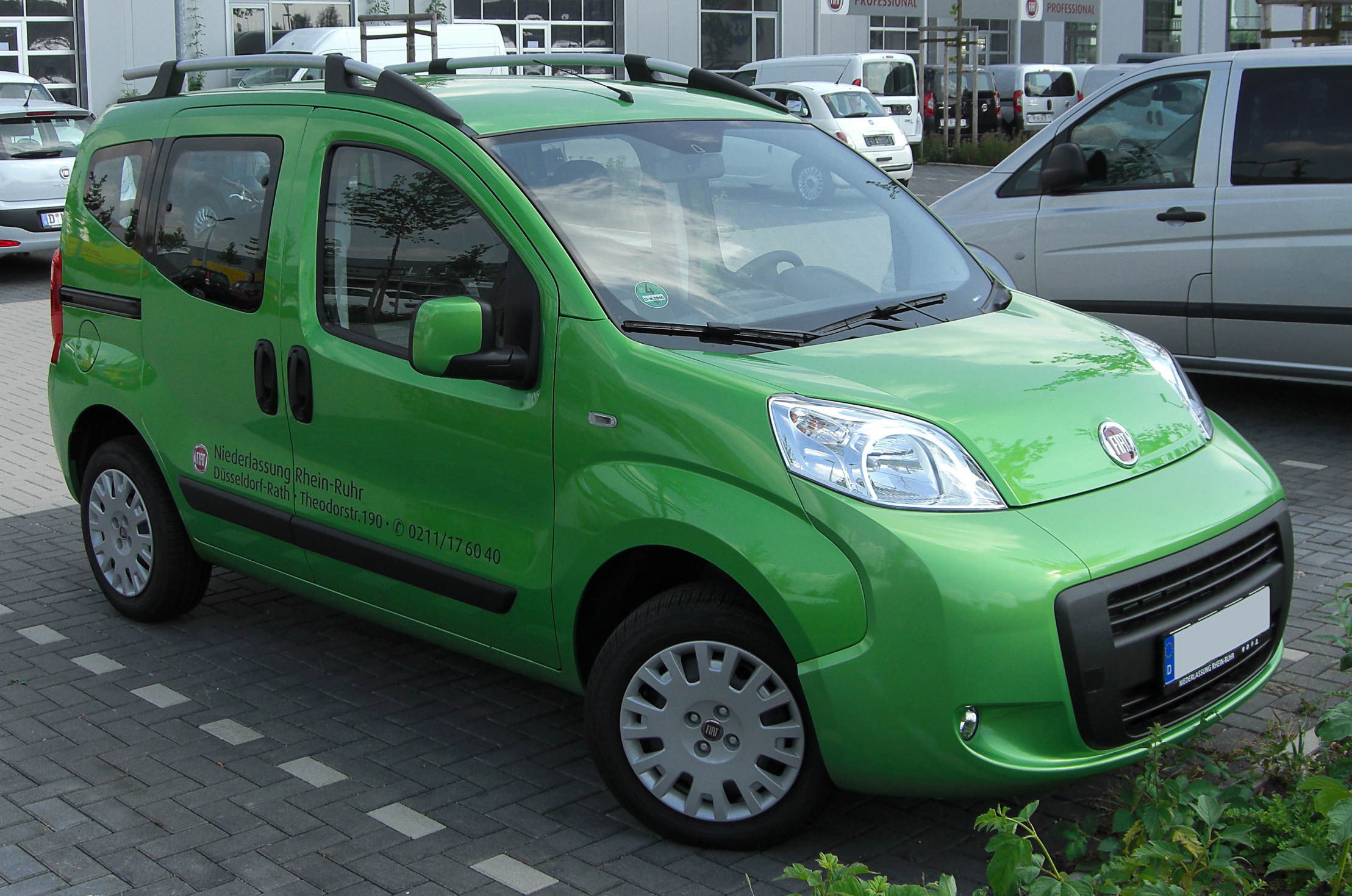
Fiat Qubo - wersja osobowa

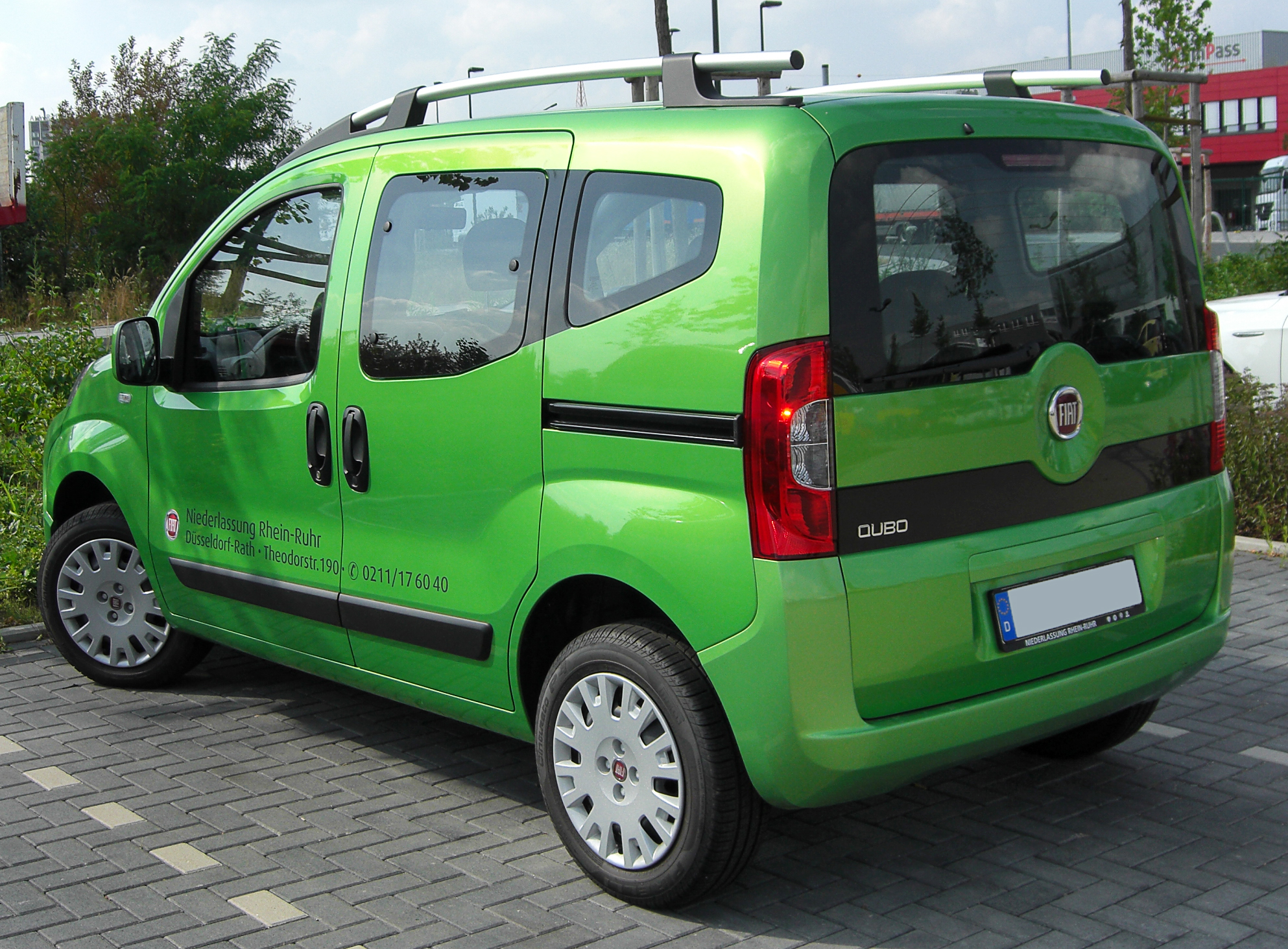
Fiat Qubo - tył

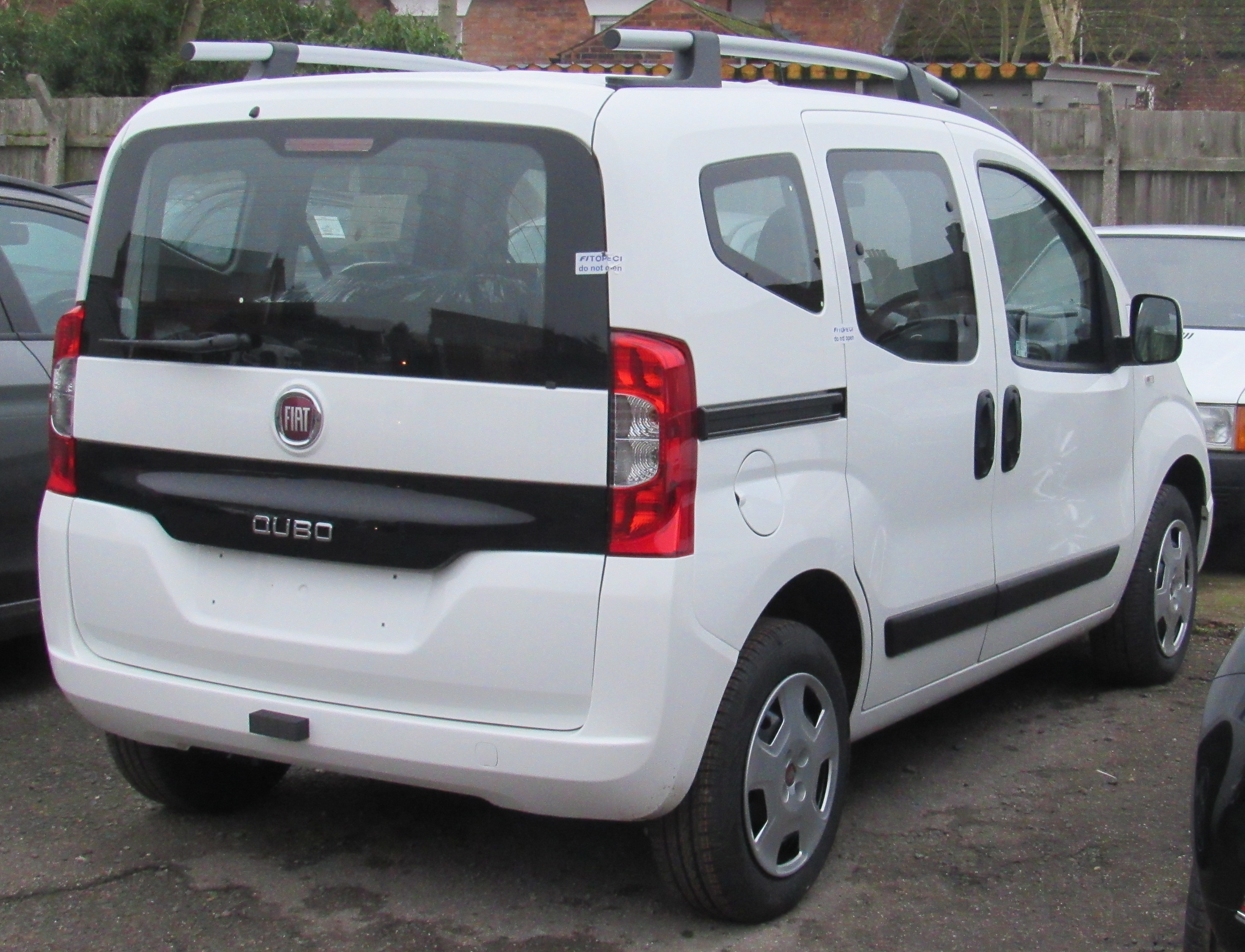
Fiat Qubo - tył po liftingu

Fiat Fiorino III został po raz pierwszy oficjalnie zaprezentowany w 2007 roku.
Samochód zbudowany został we współpracy z francuskim koncernem motoryzacyjnym PSA. W ramach współpracy zbudowane zostały bliźniacze modele: Fiorino, Citroën Nemo oraz Peugeot Bipper, w oparciu o platformę GM Fiat SCCS.
Pojazd wraz ze swoimi bliźniaczymi modelami zdobył tytuł Van of the Year 2009.
W 2008 roku podczas targów motoryzacyjnych w Genewie zaprezentowano wersję osobową pojazdu, nazwaną Fiat Qubo.
W 2009 roku podczas targów motoryzacyjnych we Frankfurcie zaprezentowano uterenowioną wersję modelu Qubo – Trekking. Samochód wyposażony został m.in. w zderzak z wbudowaną osłoną, 15-calowe alufelgi z terenowymi oponami, relingi dachowe oraz tylne przyciemnione szyby. Auto wyposażono także w inteligentny układ kontroli trakcji Traction+.
W 2010 roku pojazd przeszedł pierwszą modyfikację. Zmienione zostały wzory tapicerki oraz kolory deski rozdzielczej, a także wzory felg aluminiowych. Przy okazji modyfikacją poddane zostały także jednostki napędowe, które spełniają normę Euro 5.
W 2016 roku auto przeszło subtelny lifting nadwozia i wnętrza. Zastosowany został m.in. nowy przedni zderzak, poprawiono atrapę chłodnicy oraz zastosowano nowy wzór felg aluminiowych. We wnętrzu pojazdu zastosowano nowe koło kierownicy oraz drążek zmiany biegów. Przy okazji liftingu, do listy wyposażenia opcjonalnego dodano m.in. 5-calowy ekran do obsługi systemu rozrywkowo-informacyjnego. Zmodernizowano także jednostki napędowe pojazdu, tak, aby każda spełniała normy emisji spalin Euro 6.
Na początku 2020 roku producent zakończył produkcję osobowych odmian Fiorino, sprzedawanych pod nazwą "Qubo". Wersje dostawcze były w dalszym ciągu produkowane.

### Wersje wyposażenia

#### 2007-2016
- Fiorino:
  - Base
  - Elegant
  - Adventure

Standardowe wyposażenie obejmuje m.in. wspomaganie kierownicy, system ABS oraz poduszkę powietrzną kierowcy.
Qubo:
- Active
- Dynamic

#### od 2016
Fiorino:
- Base
- SX
- Adventure
- Business - wersja specjalna
- Business Pro - wersja specjalna

Standardowe wyposażenie podstawowej wersji Base obejmuje m.in. system ABS, wspomaganie kierownicy, instalacja radiowa z anteną i 4 głośnikami i poduszkę powietrzną kierowcy.
Bogatsza wersja SX dodatkowo wyposażona jest w m.in. centralny zamek z pilotem, elektrycznie regulowane szyby przednie, elektrycznie regulowane i podgrzewane lusterka zewnętrzne, podłokietnik przedni, oraz boczne drzwi przesuwane tylne.
Topowa wersja Adventure, stylizowana na off-roadową dodatkowo obejmuje m.in. system Traction+ i pakiet Adventure.
Qubo:
- Easy
- Lounge
- Trekking

Standardowe wyposażenie podstawowej wersji Easy obejmuje m.in. 4 poduszki powietrzne, systemy ABS z EBD i ESP, centralny zamek z pilotem, klimatyzacje manualną, elektrycznie regulowane szyby przednie, instalacja radiowa z anteną i 4 głośnikami, przesuwane drzwi boczne tylne z obu stron, oraz czujniki ciśnienia w oponach (TPMS).
Bogatsza wersja Lounge dodatkowo wyposażona jest w m.in. elektrycznie regulowane i podgrzewane lusterka, światła przeciwmgielne, podłokietnik przedni, dzieloną kanapę, oraz radio z 6 głośnikami, 5 calowym ekranem dotykowym, Bluetooth, USB i AUX.
Topowa wersja Trekking, stylizowana na off-roadową dodatkowo obejmuje m.in.: system Traction+, przyciemniane szyby, relingi dachowe, oraz 15 calowe felgi aluminiowe.
W zależności od wersji wyposażenia samochód opcjonalnie możemy doposażyć w m.in.: tempomat, podgrzewane fotele przednie, dwuskrzydłową klapę bagażnika, czujniki cofania, kierownicę obszytą skórą, radio cyfrowe DAB a także nawigację GPS.

### Silniki
| Silnik                                    | Pojemność skokowa [cm³] | Typ silnika        | Moc maksymalna [KM] przy obr./min | Maks. moment obrotowy [Nm] przy obr./min | Przyspieszenie 0-100 km/h [s] | Prędkość maks. [km/h] |                    |                    |
| Silniki benzynowe:                        | Silniki benzynowe:      | Silniki benzynowe: | Silniki benzynowe:                | Silniki benzynowe:                       | Silniki benzynowe:            | Silniki benzynowe:    | Silniki benzynowe: | Silniki benzynowe: |
| ----------------------------------------- | ----------------------- | ------------------ | --------------------------------- | ---------------------------------------- | ----------------------------- | --------------------- | ------------------ | ------------------ |
| 1.4 8V                                    | 1360                    | R4                 | 73 (54)/5200                      | 118/2600                                 | 16,2                          | 155                   |                    |                    |
| 1.4 8V                                    | 1368                    | R4                 | 77 (57)/6000                      | 115/3000                                 | 14,7                          | 157                   |                    |                    |
| Silniki wysokoprężne:                     |                         |                    |                                   |                                          |                               |                       |                    |                    |
| 1.3 16V Multijet                          | 1248                    | R4                 | 75 (55)/4000                      | 190/1750                                 | b.d.                          | b.d.                  |                    |                    |
| 1.3 16V Multijet                          | 1248                    | R4                 | 80 (58)/3750                      | 200/1500                                 | 17,7                          | 161                   |                    |                    |
| 1.3 16V Multijet                          | 1248                    | R4                 | 95 (70)/4000                      | 200/1500                                 | 16,5                          | 155                   |                    |                    |
| Silniki benzynowe zasilane gazem ziemnym: |                         |                    |                                   |                                          |                               |                       |                    |                    |
| 1.4 Natural Power                         | 1360                    | R4                 | 70 (51)/6000                      | 104/4000                                 | 17,5                          | 150                   |                    |                    |

### Wersja brazylijska

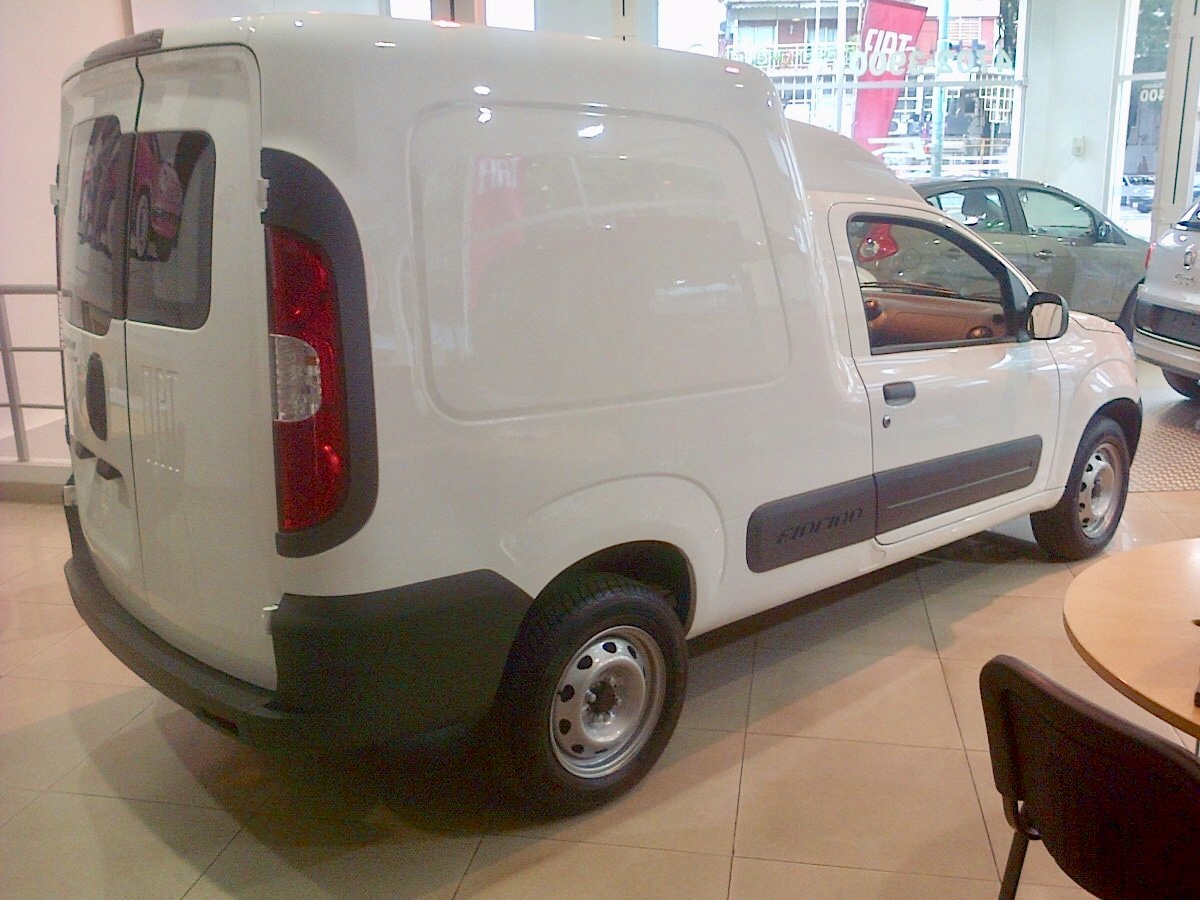
Fiat Fiorino III - tył

Fiat Fiorino III został zaprezentowany po raz pierwszy w 2013 roku.
Niezależnie od europejskiej wersji, we wrześniu 2013 roku Fiat przedstawił zupełnie nowe Fiorino III na rynek Ameryki Łacińskiej. Samochód ponownie powstał na bazie Fiata Uno, tym razem jego drugiej generacji oferowanej tylko na rynku Brazylii. Zachował przy tym rzadką już formę klasycznego furgona z wyraźnie zaznaczoną i wyższą od kabiny pasażerskiej przestrzenią ładunkową.
Tylne lampy zapożyczono z Fiata Doblo pierwszej generacji po liftingu. Na rynkach innych krajów Ameryki Południowej, poza Brazylią i Argentyną, samochód oferowany jest pod marką Ram Trucks jako Ram V700 Rapid oraz Ram ProMaster Rapid w Meksyku.